# Wassup Rockers
Wassup Rockers è un film del 2005 diretto da Larry Clark.

## Accoglienza

### Botteghini
Il film ha incassato ai botteghini 634.074 dollari.

### Critica
Il critico cinematografico Roger Ebert ha dato a Wassup Rockers una valutazione "pollice in su" nello show televisivo Ebert & Roeper. Mentre il suo co-conduttore, Richard Roeper, ha dato al film un "pollice in giù", sottolineando l'apparente fascino di Larry Clark per i maschi adolescenti a torso nudo. Roeper ha sostenuto: "Quando un collega mi ha detto che stavo per vedere un nuovo film di Larry Clark, il regista di Bully e Kids, ho detto: 'Mi chiedo quante scene passeranno prima di avere adolescenti a torso nudo?' Questa è una delle ossessioni piuttosto inquietanti di Clark."